# Patrice Evra
Patrice Latyr Evra (ur. 15 maja 1981 w Dakarze) – francuski piłkarz pochodzenia senegalskiego występujący na pozycji lewego obrońcy. W latach 2004–2016 reprezentant Francji. Srebrny medalista Mistrzostw Europy 2016.

## Wczesna kariera
Evra zaczął swoją przygodę z piłką nożną od rodzinnego klubu CO Les Ulis. Do klubu został sprowadzony przez przyjaciela Tshymena Buhanga, który powiedział trenerowi klubu: "Oto nowy Romário". Evra spędził rok w klubie pod okiem trenera Jean-Claude Giordanelli, który jest teraz wiceprezesem klubu. Giordanella opisał gracza jako "Bardzo spokojny, trochę nieśmiały. To dobre dziecko". Evra pierwotnie grał w piłkę nożną na pozycji napastnika. Podczas treningu był obserwowany przez skautów z Stade Rennais i RC Lens. Jednak nie został przyjęty z powodu niskiego wzrostu. W 1993 roku dołączył do amatorskiego klubu CSF Brétigny z siedzibą w pobliżu Brétigny-sur-Orge. Podobnie jak w Les Ulis, Evra był obserwowany przez kilka klubów, zwłaszcza przez Toulouse FC i Paris Saint-Germain. Z tym ostatnim podpisał kontrakt i został przekształcony na skrzydłowego. Evra przeszedł szkolenie w Camp des Loges przez kilka miesięcy, ale ostatecznie został zwolniony.
Po nieudanej próbie przekonania Paris Saint-Germain skautów, Evra wrócił do Brétigny i został zaproszony przez znajomego do udziału w turnieju piłki nożnej w 5-a-side organizowanym przez centrum sportowe Juvisy-sur-Orge. Podczas gry został zauważony przez włoskiego skauta, który zaproponował mu możliwość wzięcia udziału w treningu z klubem Torino FC we Włoszech. Evra spędził dziesięć dni szkolenia z klubem, a po szkoleniu zaproponowano mu miejsce z młodymi wychowankami klubu. Był także zapraszany przez klub Serie C1 Marsala którego agenci zwabili go perspektywą zostania zawodowym piłkarzem. Evra wybrał drugą opcję i podpisał swój pierwszy profesjonalny kontrakt w wieku 17 lat. Opisał ten moment jako "najlepsze uczucie jakie miałem w piłce nożnej". Evra spędził tylko jeden sezon w klubie rozgrywając w sumie 27 meczów i strzelając sześć bramek. Po sezonie, przeniósł się do Serie B aby dołączyć do zespołu Monza za € 250 000 ponieważ transfer do Serie A do Romy i S.S. Lazio nie doszedł do skutku. Evra pojawił się tylko w trzech meczach, debiutując 29 sierpnia 1999 r. w porażce na wyjeździe przeciwko Alzano. Opuścił klub po zakończeniu sezonu po kłótni z trenerem klubu.

## Powrót do Francji

### Nice
Evra powrócił do Francji do OGC Nice w Ligue 2 w drugiej lidze francuskich rozgrywek. Większość jego czasu w pierwszym sezonie w klubie grał w swojej drużynie rezerwowej w Championnat de France amateur, odpowiednik czwartej ligi. Grał jako lewy skrzydłowy. W połowie sezonu został powołany do pierwszej drużyny przez managera Sandro Salvioni. Grał z numerem 26, zadebiutował w dniu 7 października 2000 r. w przegranym meczu z LB Châteauroux 2:7 tu także grał na lewym skrzydle. Evra pojawił się jeszcze w czterech meczach: w przegranych z AS Cannes, AS Nancy, Le Havre AC oraz w wygranym z Stade Lavallois 3:0.
W sezonie 2001/02, Evra grał z numerem 17 i awansował do pierwszej drużyny na stałe. W pierwszym meczu w sezonie przeciwko Stade Lavallois drużyna zaczęła od zwycięstwa 2:1. Pod koniec meczu urazu doznał rezerwowy lewy obrońca Jean-Charles Cirilli zastępujący José Cobosa, także kontuzjowanego. Przez resztę meczu na lewej obronie grał Evra. Po meczu Evra został poinformowany przez Salvioniego, że on przejmie miejsce na tej pozycji. Młody zawodnik nie zgodził się z decyzją managera. Jednak Salvioni poinformował go "Jeśli chcesz być w zespole grasz tam gdzie ci każą", Evra zgodził się podjąć tę rolę. Evra zadebiutował na tej pozycji w zespole w meczu ligowym przeciwko Strasburgu: porażka 3-0. Od tej pory występował regularnie na lewej obronie. W swoim ostatnim meczu w Nice strzelił swojego jedynego gola w wygranym meczu 4:3 z Stade Lavallois. Nice dzięki temu zwycięstwu zakończył rywalizację w lidze na trzecim miejscu i zdobyło awans do Ligue 1 po raz pierwszy od 1997 roku. Evra znalazł się w najlepszej 11-stce Ligue 2 na pozycji lewego obrońcy.

### AS Monaco
W 2002 roku manager AS Monaco Didier Deschamps będący pod wrażeniem jego gry, zaproponował mu kontrakt. Evra nie zastanawiał się długo – zespół z księstwa Monako był dla niego odskocznią do wielkiej kariery. Evra chciał grać na skrzydle, ale manager postanowił, że będzie grał na lewej stronie obrony. Obronę Monaco tworzyli na środku Rafael Márquez i Sébastien Squillaci, na prawej stronie Franck Jurietti. Patrice szybko stał się podstawowym zawodnikiem w drużynie. Został mu przydzielony numer 3. Zadebiutował w klubie w meczu otwarcia sezonu 2002/03 przeciwko Troyes AC wygranym 4-0. Dnia 28 września Evra strzelił swojego pierwszego gola dla klubu, zdobył zwycięską bramkę w wygranym meczu 2:1. W dniu 22 marca 2003 roku strzelił drugiego gola na 3-0 na wyjeździe nad Le Havre. Zwycięstwo to pozwoliło Monaco utrzymać swoją pozycję na szczycie tabeli, walcząc z Lyonem i Marsylią. Jednak w maju przegrało walkę o pierwsze miejsce na rzecz Lyonu. Monaco zdobyło drugie miejsce i prawo startu w Lidze Mistrzów. Ponadto klub wygrał Puchar Ligi pokonując w finale 4-1 FC Sochaux-Montbéliard. Dla Evry to trofeum było pierwszym w karierze.
Po sezonie odeszli Marquez i Jurietti odpowiednio do Barcelony i Girondins Bordeaux. Obaj zostali zastąpieni przez Gaël Givet i Hugo Ibarra, ten drugi został wypożyczony. W sezonie 2003/04 Evra pojawił się w 33 meczach ligowych asystując przy 4 golach. Monaco prowadziło przez 6 miesięcy od września do marca, ale tak jak w zeszłym sezonie dali się pokonać zespołowi z Lyonu. Evra zadebiutował w Lidze Mistrzów w dniu 17 września 2003 r. w fazie grupowej. Jego zespół pokonał holenderski PSV Eindhoven 2-1. Evra zagrał we wszystkich sześciu meczach fazy grupowej a Monaco zakończyło rywalizację na pierwszym miejscu. W zimowym okienku transferowym był łączony z angielskim Arsenalem, włoskim Juventusem i Milanem, oraz hiszpańską Barceloną.
Ten jednak pozostał w klubie. 24 marca 2004 r., Evra doznał kontuzji kostki w przegranym meczu z Realem Madryt w ćwierćfinale Ligi Mistrzów. Kontuzja ta wykluczyła go na 3 mecze ligowe. Powrócił jednak na rewanż, w którym nie spodziewanie pokonali gości z Madrytu 3:1 i zapewnili sobie awans do półfinału. Tam Monaco zagrało z Chelsea. Evra pojawił się w obu meczach. Monaco awansowało do finału pokonując ich w dwumeczu 5-3. W finale, który odbył się na Arena AufSchalke w Niemczech, przypadło im FC Porto, które wygrało mecz 3-0 i cały turniej. Evra został wyróżniony do najlepszej jedenastki roku w Ligue 1 i jako najlepszy młody gracz.
Pomimo że nie grał podczas Euro 2004 jego transferem były zainteresowane Manchester United, Juventus i Inter Mediolan. Mimo ofert Evra pozostał w Monaco. 24 września 2004 roku podpisał kontrakt łączący go z klubem do 2008 r. W sezonie Evra grał w 52 meczach wszystkich rozgrywek strzelając jedną bramkę i pomagając w siedmiu. Monaco odpadło w półfinale zarówno w Pucharze Ligi jak i Pucharze Francji. Evra strzelił swojego jedynego gola w sezonie w dniu 8 stycznia 2005 r. podczas 1/64 Pucharu Francji meczu przeciwko amatorskiemu klubowi AC Seyssinet-Pariset. Strzelił pierwszego gola w meczu zakończonym wynikiem 7-0. W Lidze Mistrzów Monaco odpadło w 1/8 rozgrywek przegrywając dwumecz z PSV 0-3. W kwietniu wypowiedział się na temat swojej przyszłości: "Jeżeli inne kluby wykazują zainteresowanie moją osobą, to myślę o tym poważnie". Pomimo kilku klubów deklarujących zainteresowanie Evrą, Deschamps stwierdził, że gracz nie będzie sprzedawany. Przed startem sezonu 2005/06 Deschamps mianował go wicekapitanem zespołu. We wrześniu, Deschamps niespodziewanie zrezygnował z funkcji managera klubu powodu słabych wyników zespołu, media deklarowały, że z powodu jego niezgodności z prezesem klubu. W dniu 21 grudnia 2005 r., Evra zagrał po raz ostatni dla Monaco, w wygranym 1:0 meczu z Lille OSC w Pucharze Ligi.

## Manchester United
Evra podpisał kontrakt z Manchesterem United w dniu 10 stycznia 2006, na okres 3,5 lat. Transfer wyniósł 5,5 mln funtów. Alex Ferguson dążył do wzmocnienia linii obrony osłabionej kontuzją Gabriela Heinze.
Swój debiut w Manchesterze United zaliczył cztery dni później w Premier League w przegranym meczu z Manchesterem City 1:3. Jego debiutu nie można zaliczyć do udanych. Evra miał problemy z przystosowaniem się do angielskiego stylu gry, ale w jego pierwszym pełnym sezonie - 2006/07 jego forma poprawiała się. Wywalczył sobie miejsce w pierwszym składzie. Zaliczył debiut w Lidze Mistrzów. W dniu 29 listopada 2006 roku w meczu przeciwko Everton na Old Trafford strzelił swoją pierwszą bramkę dla klubu. 10 kwietnia 2007 Evra wziął udział w klęsce włoskiej Romy na Old Trafford w Lidze mistrzów. Evra strzelił ostatniego gola w meczu, ustalając wynik 7:1. Został wybrany do PFA Drużyna roku w Premier League, pomimo że zagrał tylko w 24 spotkaniach ligowych.
W sezonie 2007/08 Evra stał się kluczowym graczem w obronie Manchester United, zagrał w 48 meczach dla klubu, ale nie zdobył gola. Manchester United wygrał drugi z rzędu tytuł w Premier League w ostatniej kolejce, pokonując Chelsea o dwa punkty. Zaliczył także 10 występów w Lidze Mistrzów w tym w meczu finałowym w Moskwie, gdzie czerwone diabły pokonały w rzutach karnych Chelsea. 12 czerwca 2008 Evra podpisał nowy kontrakt z klubem który utrzyma go na Old Trafford do 2012 roku.
W sezonie 2008/09 był stale obecny w pierwszym składzie. Jednakże dnia 5 grudnia został ukarany grzywną 15 000 funtów i wykluczony z 4 meczów przez The FA z powodu bójki między nim a jednym z robotników podczas rozgrzewki przed meczem z Chelsea na Stamford Bridge, do której się przyznał. Do tego doznał kontuzji stopy która wyeliminowała go z gry na miesiąc. Manchester w półfinale Ligi Mistrzów pokonał w dwumeczu Arsenal F.C. 4:1. Evra skomentował: "To było 11 mężczyzn przeciwko 11 dzieciom" W finale w Rzymie po słabej grze Manchester przegrał z Barceloną 2:0.
W sezonie 2009/10 Patrice był jedynym graczem w "Red Devils", który grał we wszystkich 38 ligowych meczach. Był kapitanem w przypadku gdy nieobecny był Gary Neville, Rio Ferdinand i Ryan Giggs. W dniu 28 lutego 2010, Patrice Evra doprowadził do zdobycia, jako kapitan, Pucharu Ligi pokonując w finale Aston Villę 2:1.
Na początku sezonu 2010/11 na Evrę spadła fala krytyki po Mistrzostwach Świata 2010, podczas których był przywódcą "rebelii" przeciwko trenerowi Francji Raymondowi Domenechowi. Wraz z końcem sezonu kończył mu się kontrakt stąd pojawiło się wiele plotek jakoby miał dołączyć do Realu Madryt. 20 listopada 2010 roku strzelił swojego drugiego gola w lidze w meczu u siebie z Wigan Athletic na 2:0. W dniu 21 lutego 2011 r. Evra, po kilku tygodniach negocjacji, podpisał kontrakt z Manchesterem United, który łączy go z klubem do końca sezonu 2013/14. 2 dni później Evra zagrał w meczu 1/8 finału Ligi Mistrzów przeciwko Marsylii. Był to jego pierwszy mecz na francuskiej ziemi od czasu incydentu z Mistrzostw Świata. Przy każdym dotknięciu piłki Evry, było słychać gwizdy i buczenie.

## Olimpique Marsylia
Evra podpisał kontrakt z Olimpique Marsylią w dniu 25 stycznia 2017, na okres 1,5 roku. Transfer wyniósł 1 mln euro.
W trakcie rozgrzewki przed meczem Olimpique Marsylia przeciwko Vitória Guimarães w Lidze Europy kopnął jednego z kibiców, którzy wszczęli bójkę z piłkarzami. Evra został za to odesłany do szatni przez sędziego jeszcze przed rozpoczęciem meczu, jest to pierwszy taki przypadek w historii Ligi Europy.
W związku z powyższymi wydarzeniami, dzień po meczu, 3 listopada 2017 klub rozwiązał z nim kontrakt.

## Zakończenie kariery zawodniczej
29 lipca 2019 ukazał się wywiad w Gazetta Dello Sport, w którym Evra poinformował o zakończeniu ponad 20-letniej kariery zawodniczej. Jednocześnie zapowiedział, że zamierza zostać trenerem piłkarskim.

## Rozpoczęcie kariery w MMA
25 kwietnia 2025 amerykańska organizacja Professional Fighters League poinformowała o zakontraktowaniu Evry, który zadebiutuje w mieszanych sztukach walki (MMA) 24 maja 2025 na gali PFL Europe: 2025 Regular Season w paryskiej Accor Arenie.

## Statystyki

### Klubowe
| Klub               | Sezon              | Liga  | Liga | Puchar kraju | Puchar kraju | Puchar ligi | Puchar ligi | Europa | Europa | Inne  | Inne | Razem | Razem |
| Klub               | Sezon              | Mecze | Gole | Mecze        | Gole         | Mecze       | Gole        | Mecze  | Gole   | Mecze | Gole | Mecze | Gole  |
| Marsala            | 1998/99            | 24    | 3    | 3            | 3            | –           | –           | –      | –      | –     | –    | 27    | 6     |
| Monza              | 1999/00            | 3     | 0    | 0            | 0            | –           | –           | –      | –      | –     | –    | 3     | 0     |
| OGC Nice           | 2000/01            | 5     | 0    | 0            | 0            | 0           | 0           | –      | –      | –     | –    | 5     | 0     |
| OGC Nice           | 2001/02            | 35    | 1    | 1            | 0            | 1           | 0           | –      | –      | –     | –    | 37    | 1     |
| OGC Nice           | Razem              | 40    | 1    | 1            | 0            | 1           | 0           | 0      | 0      | 0     | 0    | 42    | 1     |
| AS Monaco          | 2002/03            | 36    | 2    | 1            | 0            | 4           | 0           | 0      | 0      | –     | –    | 41    | 2     |
| AS Monaco          | 2003/04            | 33    | 0    | 0            | 0            | 1           | 0           | 13     | 0      | –     | –    | 47    | 0     |
| AS Monaco          | 2004/05            | 36    | 0    | 5            | 1            | 2           | 0           | 9      | 0      | –     | –    | 52    | 1     |
| AS Monaco          | 2005/06            | 15    | 0    | 1            | 0            | 0           | 0           | 7      | 0      | –     | –    | 23    | 0     |
| AS Monaco          | Razem              | 120   | 2    | 7            | 1            | 7           | 0           | 29     | 0      | 0     | 0    | 163   | 3     |
| Manchester United  | 2005/06            | 11    | 0    | 1            | 0            | 2           | 0           | 0      | 0      | –     | –    | 14    | 0     |
| Manchester United  | 2006/07            | 24    | 1    | 4            | 0            | 1           | 0           | 7      | 1      | –     | –    | 36    | 2     |
| Manchester United  | 2007/08            | 33    | 0    | 4            | 0            | 0           | 0           | 10     | 0      | 1     | 0    | 48    | 0     |
| Manchester United  | 2008/09            | 28    | 0    | 3            | 0            | 2           | 0           | 11     | 0      | 4     | 0    | 48    | 0     |
| Manchester United  | 2009/10            | 38    | 0    | 0            | 0            | 3           | 0           | 9      | 0      | 1     | 0    | 51    | 0     |
| Manchester United  | 2010/11            | 35    | 1    | 3            | 0            | 0           | 0           | 10     | 0      | 0     | 0    | 48    | 1     |
| Manchester United  | 2011/12            | 37    | 0    | 2            | 0            | 0           | 0           | 7      | 0      | 1     | 0    | 47    | 0     |
| Manchester United  | 2012/13            | 34    | 4    | 3            | 0            | 0           | 0           | 5      | 0      | -     | -    | 42    | 4     |
| Manchester United  | 2013/14            | 33    | 1    | 0            | 0            | 3           | 1           | 8      | 1      | 1     | 0    | 45    | 3     |
| Manchester United  | Razem              | 273   | 7    | 20           | 0            | 11          | 1           | 67     | 2      | 8     | 0    | 379   | 10    |
| Juventus F.C.      | 2014/15            | 21    | 1    | 2            | 0            | –           | –           | 10     | 0      | 1     | 0    | 34    | 1     |
| Juventus F.C.      | 2015/16            | 26    | 2    | 2            | 0            | –           | –           | 6      | 0      | 1     | 0    | 35    | 2     |
| Juventus F.C.      | 2016/17            | 6     | 0    | 0            | 0            | –           | –           | 6      | 0      | 1     | 0    | 13    | 0     |
| Juventus F.C.      | Razem              | 53    | 3    | 4            | 0            | 0           | 0           | 22     | 0      | 3     | 0    | 82    | 3     |
| Olympique Marsylia | 2016/17            | 11    | 1    | 1            | 0            | 0           | 0           | –      | –      | –     | –    | 12    | 1     |
| Olympique Marsylia | 2017/18            | 4     | 0    | 0            | 0            | 0           | 0           | 5      | 0      | –     | –    | 9     | 0     |
| Olympique Marsylia | Razem              | 15    | 1    | 1            | 0            | 0           | 0           | 5      | 0      | 0     | 0    | 21    | 1     |
| West Ham           | 2017/18            | 5     | 0    | 0            | 0            | 0           | 0           | –      | –      | –     | –    | 5     | 0     |
| West Ham           | Razem              | 5     | 0    | 0            | 0            | 0           | 0           | 0      | 0      | 0     | 0    | 5     | 0     |
| Łącznie w karierze | Łącznie w karierze | 548   | 17   | 36           | 4            | 19          | 1           | 123    | 2      | 11    | 0    | 733   | 24    |

Źródło:

### Reprezentacyjne
| Reprezentacja Francji |       |      |
| Rok                   | Mecze | Gole |
| 2004                  | 5     | 0    |
| 2005                  | 0     | 0    |
| 2006                  | 1     | 0    |
| 2007                  | 3     | 0    |
| 2008                  | 8     | 0    |
| 2009                  | 9     | 0    |
| 2010                  | 6     | 0    |
| 2011                  | 7     | 0    |
| 2012                  | 8     | 0    |
| 2013                  | 7     | 0    |
| 2014                  | 10    | 0    |
| 2015                  | 5     | 0    |
| 2016                  | 12    | 0    |
| Razem                 | 81    | 0    |

Źródło:

## Sukcesy

### AS Monaco
- Puchar Ligi Francuskiej: 2002/03

### Manchester United
- Liga Mistrzów UEFA: 2007/08
- Klubowe mistrzostwo świata: 2008
- Mistrzostwo Anglii: 2006/07, 2007/08, 2008/09, 2010/11, 2012/13
- Puchar Ligi Angielskiej: 2005/06, 2008/09, 2009/10
- Tarcza Wspólnoty: 2007, 2008, 2010, 2011, 2013

### Juventus
- Mistrzostwo Włoch: 2014/15, 2015/16
- Puchar Włoch: 2015,2016
- Superpuchar Włoch: 2015

### Indywidualne
- UNFP Ligue 1 Młody gracz roku: 2003/04
- UNFP Ligue 1 Drużyna roku: 2003/04
- PFA Drużyna roku w Premier League: 2006/07, 2008/09, 2009/10
- FIFPro World XI: 2009
- Drużyna Roku UEFA: 2009

## Życie prywatne
Evra jest żonaty z Sandrą, którą poznał w czasach szkolnych, z którą ma syna Lenny'ego. Piłkarz ma 24 rodzeństwa, z których dwójka już nie żyje.